# تکلا رویتن
تکلا رویتن (به انگلیسی: Thekla Reuten) (زاده ۱۶ سپتامبر ۱۹۷۵) بازیگر هلندی است.
از فیلم‌های معروف او می‌توان به بازی در در بروژ، در ترانزیت و پنهان اشاره کرد.